# Tita Tavares
Maria das Graças Tavares Brito Filha, a Tita Tavares (Fortaleza, 21 de outubro de 1975) é uma surfista brasileira.

## Biografia
Nasceu de uma família de pescadores e começou a surfar aos 5 anos, com uma tábua e ganhou a primeira prancha aos 7 anos. Foi campeã do mundial amador na Venezuela em 1993 e vice-campeã no mundial amador de 1994. Depois dessas vitória passou para o surf profissional. Foi a primeira mulher a tirar nota 10 no mundial feminino do WQS em 1996. Campeã por quatro vezes no SuperSurfe, em 2000, 2003, 2007 e 2008. Atualmente está na posição 75 no ranking do ASP.